# Пельциг
Пельциг (нім. Pölzig) — громада в Німеччині, розташована в землі Тюрингія. Входить до складу району Грайц. Складова частина об'єднання громад Ам-Браметаль.
Площа — 7,76 км2. Населення становить 1101 ос. (станом на 31 грудня 2021).

## Галерея

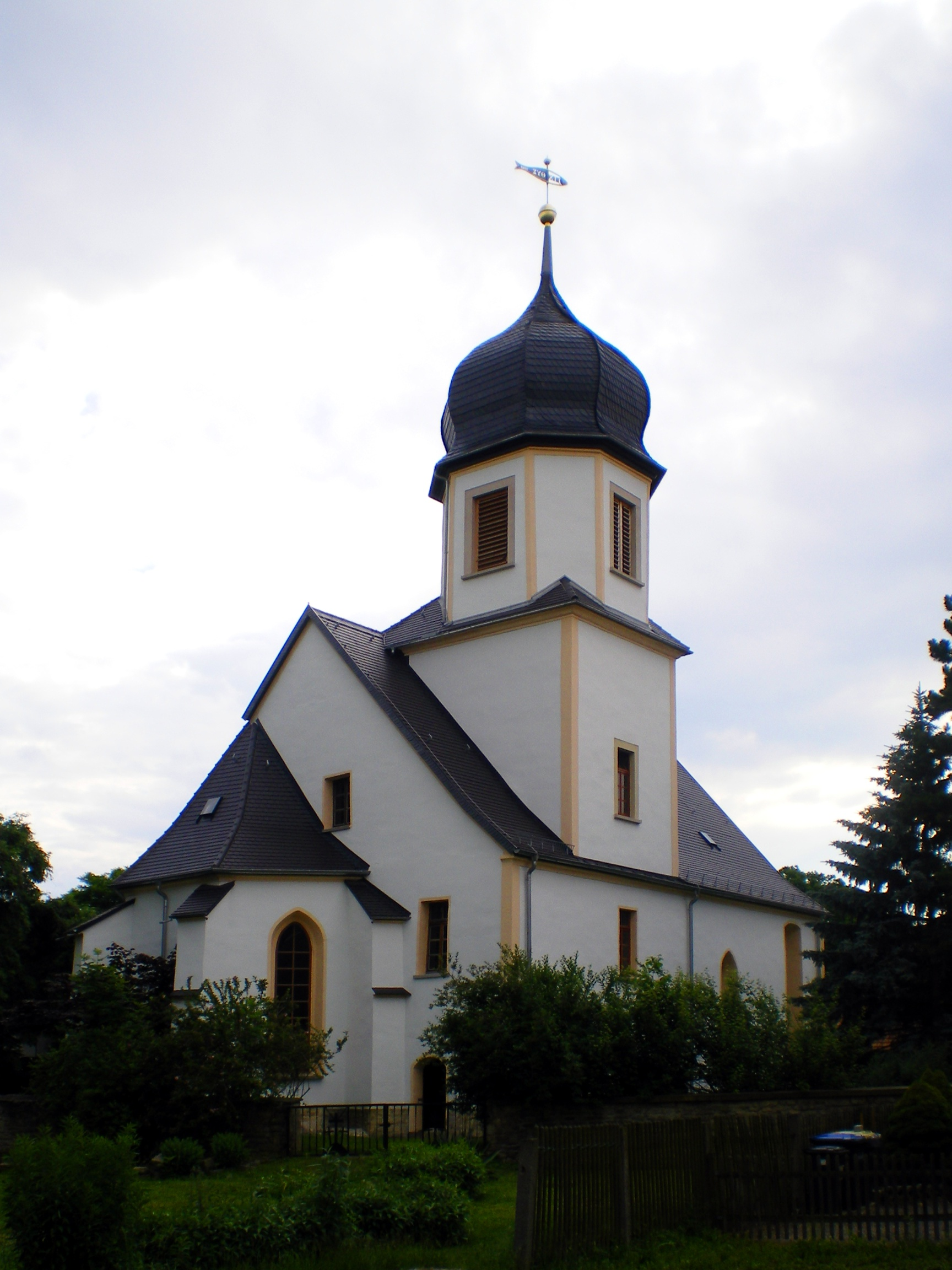